# Jean Lasserre
Pour les articles homonymes, voir Jean Lasserre (homonymie) et Lasserre.
Jean Lasserre, né le 28 octobre 1908 à Genève et mort le 22 novembre 1983 à Lyon est un pasteur de l'Église réformée de France, théologien de la paix, secrétaire itinérant de la branche française du Mouvement international de la réconciliation et rédacteur des Cahiers de la Réconciliation. Son livre La guerre et l'Évangile, publié en 1953, l'a fait connaître sur le plan international.

## Biographie

### Formation
Son père, Henri Lasserre, né le 4 juillet 1875 à Genève et mort le 26 mai 1945 à Toronto au Canada, était de nationalité suisse, mais de famille huguenote, originaire de Pont de Camarès en France, émigra en 1749 vers la Suisse. Il s’intéresse très tôt à la pensée de Tolstoï et à la vie en communautés. Il émigre plus tard au Canada. Jean Lasserre a dédié son livre La guerre et l'Évangile à la mémoire de son père. Sa mère, Marie Schnurr, née le 12 janvier 1878 à Lyon et morte le 19 février 1960 dans cette même ville, était artiste et botaniste. Après le divorce de ses parents, Jean vit à partir de 1909 à Lyon. Il obtint la nationalité française en 1930. Son frère aîné Georges Lasserre, juriste et économiste, s'est fait connaître par ses travaux sur la coopération.

### Relation avec Dietrich Bonhoeffer
À partir de septembre 1930, Jean est étudiant à l'Union Theological Seminary à New York. C'est là qu'il fait la connaissance de deux autres boursiers européens, Erwin Sutz et Dietrich Bonhoeffer et qu'il se lie d'amitié avec eux. Peu de temps auparavant, Dietrich Bonhoeffer s’en était pris au traité de Versailles. Mais il ne fait preuve d'aucun ressentiment vis-à-vis de son camarade français. Ensemble ils vont voir le film À l'Ouest, rien de nouveau d’après le roman du même nom d'Erich Maria Remarque et cette séance de cinéma modifie durablement la relation qu'ils ont l’un avec l’autre ; d'« ennemis héréditaires », ils deviennent des amis.
À la fin de cette année d'études, Jean Lasserre et Dietrich Bonhoeffer font ensemble un voyage en automobile aux États-Unis et en tant qu'« ex-ennemis héréditaires », ils donnent des conférences à Victoria (Mexique) sur la question de la paix.
Revenus en Europe, ils se rencontrent encore à diverses reprises : en 1931 lors de la conférence œcuménique de Cambridge, en 1932 aux Houches dans la vallée de Chamonix à l'occasion d’un séjour d'été de Jean Lasserre dans le chalet de son frère, en 1934 encore, avant le début de la deuxième guerre mondiale, à Fanø (Danemark) à la conférence œcuménique de la jeunesse de l'Alliance mondiale pour le travail des Églises en faveur de l'amitié et la même année dans la paroisse ouvrière de Jean Lasserre à Bruay-en-Artois. Jusqu'à l'arrestation de Dietrich Bonhoeffer en avril 1943, ils gardent le contact par un échange de lettres, et en 1942 par l'intermédiaire d'un soldat allemand de la Wehrmacht. Jean Lasserre a brûlé ces lettres pour ne pas nuire à son ami, à lui-même et à sa famille.

### Actions
Après la fin de ses études de théologie, Jean Lasserre est pasteur dans la paroisse ouvrière réformée de Bruay-en-Artois de 1932 à 1938. C’est là qu'il épouse Geneviève Lasserre-Marchyllie, née le 8 mars 1912 à Calais et morte le 11 avril 1991 à Lyon. Ils ont ensemble trois enfants. Lorsque Dietrich Bonhoeffer lui rend visite à Bruay, il fait ses premières expériences de prédication dans la rue parmi les ouvriers. Lasserre a lutté en paroisse contre l'alcoolisme et le racisme.
De 1938 à 1949 Lasserre est pasteur à Maubeuge. Pendant la guerre il cache pour la Résistance deux réceptionnistes-radio, qui avaient été formés à Londres pour le sabotage de transports de munitions. Lors de l'explosion, personne ne perdit la vie. À la fin de la guerre le maire de la ville le fit intervenir comme avocat dans une procédure judiciaire improvisée contre six collaborateurs. Il réussit à éviter la peine de mort à au moins l'un d'entre eux.
En 1946 débute sa campagne contre la prostitution (voir son livre Comment les maisons furent fermées, 1955). De 1949 à 1953 Lasserre est pasteur à Épernay. C'est là qu'il rédige son premier livre de théologie de la paix La guerre et l'Évangile. De 1953 à 1961 il est pasteur à la « fraternité » de la Mission populaire évangélique de Saint-Étienne et de 1969 à 1973, pasteur au temple protestant de Calais.

### Travail en faveur de la paix
Six pasteurs dont René Cruse et Jean Lasserre renvoient leurs livrets militaires en 1957, surtout pour appuyer le projet de statut légal des objecteurs de conscience.
Le 25 septembre 1961, une douzaine de personnes, des réfractaires à la Guerre d'Algérie et leurs soutiens dont Jean Lasserre, respectent un jeûne organisé par l'Action civique non-violente en faveur de la paix, dans le hall de l'Unesco à Paris. Des Montpelliérains les imiteront deux jours plus tard,.
Membre de la branche française du Mouvement international de la réconciliation (fondé en 1923 entre autres par Henri Roser), Lasserre devient en 1961 secrétaire itinérant de ce mouvement pour les pays de langue française : France, Belgique et Suisse. Jean a fait partie de l'équipe qui fait venir Martin Luther King à Lyon le 29 mars 1966 pour une conférence à la Bourse du Travail. Lasserre a été un responsable dans la lutte contre la guerre d'Algérie et dans le combat contre la torture. Il a travaillé dans ce domaine en étroite collaboration avec Jean Goss. Une sélection de ses conférences a paru en 1965 dans son deuxième livre, Les Chrétiens et la violence, qui contribue à la théologie de la paix.
De 1957 à 1968, puis à nouveau de 1977 à 1978 il est rédacteur des Cahiers de la Réconciliation, la revue du Mouvement de la réconciliation de langue française. En 1966 Lasserre fait un voyage en Afrique, il est en particulier en contact avec l'Église kimbanguiste du Congo qu'il aide à devenir membre du Conseil œcuménique des Églises.
Même lorsque Jean Lasserre prend sa retraite en 1973, il reste en contact suivi avec la lutte du Larzac (contre l’extension du camp militaire), avec la communauté de l'Arche de Lanza del Vasto, et participe à la lutte contre les armements atomiques. Régulièrement, sur son invitation, des rencontres annuelles d'études théologiques ont lieu sur le thème « Théologie et non-violence ».
Du 6 au 9 août 1982, il est un des porte-parole des jeûneurs qui commémorent sur le parvis de la basilique de Fourvière, à Lyon, les bombardements d'Hiroshima et de Nagasaki.

## Influence
Avec le théologien mennonite John Howard Yoder, Jean Lasserre a contribué de façon essentielle à défendre la position des pacifistes chrétiens dans l'esprit des Béatitudes de Jésus, évangile de Matthieu 5, 9 « heureux ceux qui procurent la paix car ils seront appelés fils de Dieu », à la suite des conférences de Puidoux. Yoder et Lasserre se sont appliqués avec détermination à dépasser le trilemme de la conférence œcuménique de 1948 à Amsterdam, après laquelle, certes, avait été déclaré que, selon la volonté de Dieu, il n'est pas permis de faire la guerre, mais que cependant trois positions différentes devraient être valables sur le même plan à l'intérieur de la chrétienté face à la question de la violence, la position de l'« ultima ratio », de la « raison d'État » et du « refus inconditionnel de la violence meurtrière des églises pacifistes ».
Lasserre a argumenté la différence catégorielle entre une utilisation de la violence qui ne tue pas et l'utilisation de la violence qui tue. Il a créé le concept « d'hérésie constantinienne » qui, depuis l'unification de l'Église et de l'État à la suite du tournant constantinien qui a abouti à un christianisme d'État, a faussé l'Évangile de Jésus de Nazareth et sa non-violence absolue. Lasserre s'élevait contre l'utilisation de la violence qui tue, aussi bien dans le contexte de guerres d'État – en contestant aussi, selon une logique toute militaire, tout sens aux guerres défensives, - que dans les luttes armées de libération contre la domination coloniale européenne, en particulier en Afrique.

## Écrits
- Essai sur le caractère paradoxal de la sanctification dans la théologie paulinienne. Thèse pour le grade de Bachelier en théologie (Faculté libre de théologie protestante de Paris) dir. prof. Maurice Goguel, 1933.
- La religion est-elle l'opium du peuple ?, Paris, Société centrale évangélique / Mission populaire évangélique, 1945.
- Le Chrétien et la politique, Paris, Société centrale d'évangélisation. Collection La Foi protestante, 1948.
- La Guerre et l'Évangile, Paris, 1953. Trad. allemande : Der Krieg und das Evangelium, München, 1956. Trad. anglaise : War and the Gospel, London, 1962 et Scottdale, (Pennsylvanie), 1974.
- Comment les « maisons » furent fermées, Genève, 1955.
- Les Chrétiens et la violence, Paris, 1965 ; réédition, Lyon 2008. Trad. allemande : Die Christenheit vor der Gewaltfrage. Die Stunde für ein Umdenken ist gekommen, Berlin, 2010.
- Un contresens tenace. Jésus chassant les marchands du temple. Jean 2, 13-17, Paris, 1967 (numéro spécial des Cahiers de la Réconciliation, octobre 1967).
- Armée ou défense civile non-violente ?, ouvrage collectif publié par Combat non violent. La Clayette 1975.
- La Tour de Siloé. Jésus et la résistance de son temps, Lyon, 1981. Tiré à part d'une étude parue dans les Cahiers de la Réconciliation de janvier 1975.
- La défense nationale militaire est-elle crédible ?, Lyon, 1982. Tirage spécial des Cahiers de la Réconciliation, novembre 1982.
- Jésus, ce non-violent – Écrits biographiques et théologiques et souvenirs de Dietrich Bonhoeffer. Textes rassemblés par Christiane Lasserre. Éditions Olivetan, 2018,  (ISBN 978-2-35479-439-2)[7].

### Principale source utilisée pour la rédaction de l'article
- (de) Matthias Engelke, Christiane Lasserre, « Jean Lasserre », dans Biographisch-Bibliographisches Kirchenlexikon (BBKL) (lire en ligne)

### Autres articles et ouvrages
- (en) Dr F. Burton Nelson, « Friends He Met in America Three colleagues from Union Theological Seminary who deeply influenced Bonhoeffer », in Christianity Today, 10/01/1991 En ligne
- Fréderic Rognon, Dietrich Bonhoeffer. Un modèle de foi chrétienne incarnée et de cohérence entre les convictions et la vie, Lyon, 2011, p. 17–21.
- Hans Häselbarth, Jean Lasserre et Dietrich Bonhoeffer : Deux témoins du message de la paix, dialogue fictif écrit et présenté à l'occasion de la conférence internationale d'Église et Paix (Church and Peace) à la communauté de l'Arche de Lanza del Vasto à Saint-Antoine L'Abbaye, 19-22 mai 2011. En ligne.
- Étienne Mathiot, « Jean Lasserre : 1908-1985 [sic 1983] », in Cahiers de la Réconciliation, no 1, 1991.
- « Hommage à Jean Lasserre », dossier des Cahiers de la Réconciliation, no 3, 1986. Dont : Geneviève Lasserre « Lasserre au féminin », E. Bethge « Un ami de Bonhoeffer », Jean Van Lierde « Jean Lasserre et la non-violence kimbanguiste », Hervé Ott « Mon cher Jean ».

### Exposition
- Christiane Lasserre, « Jean Lasserre, 1908–1983, Pasteur et théologien de la non-violence évangélique active » (exposition en 15 panneaux), 2008[8].